# نادي النهضة البركانية
النهضة الرياضية البركانية أو اختصارًا نهضة بركان هو نادي رياضي مغربي من مدينة بركان تأسس سنة 1938 وغير إسمه في عام 1971، يلعب حاليًا في البطولة الاحترافية المغربية. هو نادي معروف بنجاح فرعه في كرة القدم، ويحظى بشعبية كبيرة داخل البلاد وخارجها، أثبت الفريق نفسه كقوة رئيسية في كل من كرة القدم المغربية والأفريقية.
على المستوى المحلي، حقق نهضة بركان البطولة المغربية مرة، وكأس العرش المغربي 3 مرات، أما على الصعيدين القاري والدولي، لعب الفريق نهائي كأس الكونفيدرالية الإفريقية خمس مرات وفاز بها في ثلاث مناسبات، وفاز بكأس السوبر الأفريقي مرة واحدة. يعتبر نادي نهضة بركان أحد أنجح الأندية المغربية في القرن الحادي والعشرين، وهو من بين أكتر الأندية المغربية تتويجاً في إفريقيا.

## التاريخ
الفريق يعود تاريخ تأسيسه لسنة 1938، وكان يدعى آنذاك الجمعية الرياضية البركانية حيث لم يتجاوز عدد اللاعبين في تلك الحقبة 18 لاعبا من الجنسيتين المغربية والفرنسية، شارك الفريق ضمن منافسات دوري عصبة شرق المغرب التي أحدثت في موسم 1942، تمكن الفريق من تحقيق الصعود نحو القسم الوطني الثاني ولأول مرة في تاريخه عقب انتصاره على الوداد الفاسي. سنة 1955 توج بكأس عصبة الشرق، غير النادي اسمه سنة 1976 بحيث بدأ يطلق عليه الاتحاد الإسلامي البركاني، وفي نفس الموسم ظهر ناد جديد، يسمى الشباب الرياضي البركاني، وبعد خمس مواسم من التباري أدمج الفريقان، ليشكلا ممثلا واحدا لكرة القدم ببركان، يتعلق الأمر بالنهضة الرياضية البركانية، وبعد ذلك عرف مسار النادي تذبذبا بين الصعود والنزول، لتبقى فترة ما بين 1979 و 1986 التي تعتبر الفترة الذهبية للنادي البركاني التي مارس فيها بالدرجة الأولى وحقف فيها وصافة الدوري كأبرز إنجاز للفريق كما تميز نهضة بركان في هذه المدة بلاعبين يتميزون ببنية ولياقة بدنية عالية وهذافين من المستوى العالي.
وفي سنة 2012 تم إعادة التاريخ إلى الوراء عندما حقق إنجاز في تاريخ نهضة بركان، هو صعوده مجددا للقسم الأول في الدوري المغربي، واعتبر هذا الإنجاز كأول خطوة للاحتراف حيث تمكن النادي من الوصول إلى نهائي كأس العرش للمرة الأولى.
و استفاد الفريق البركاني من خدمات ابن المدينة ورئيس الفريق فوزي لقجع الذي هو نفسه رئيس الجامعة الملكية المغربية لكرة القدم، هذا الأخير أحدث ثورة في النادي على المستوى المال، الإداري والتقني إضافة إلى تحسين البنية التحتية للنادي والملعب البلدي.
مجموعة من اللاعبين والكفاءات الفردية أثبت قوتها وكتبت اسمها من ذهب كعبد القادر البرازي، العربي الناجي، محمد عزيز، حمدي العشير، أيوب الكعبي، إيسوفو دايو، أمين الكاس، عمر النمساوي، بكر الهلالي، كودجو لابا.
وفي سنة 2025، حقق نهضة بركان إنجازا لأول مرة، عقب تتويجه بلقب البطولة المغربية الأول في مساره بعد تعادله أمام نادي الاتحاد التوركي (1-1)، برسم الجولة الـ25 من المسابقة. وتوج نهضة بركان مساره المميز هذا الموسم، بعد تحقيقه لـ18 انتصارا و6 تعادلات، وتذوقه طعم الهزيمة في مناسبة واحدة.

## ملعب النادي

تصميم الملعب البلدي ببركان الذي افتتح سنة 2014، السعة الحالية متمثلة في 12.000 متفرج

يستضيف النادي مبارياته على أرضية الملعب البلدي ببركان، والذي افتتح سنة 2014، ويتسع لأكثر من 12.000 متفرج. لعبت على أرضيته عدة مباريات مهمة في البطولات الإفريقية.

## سجل بطولات النادي
| نوع البطولة | البطولة                     | الألقاب | البطل                     | الوصيف                    |
| ----------- | --------------------------- | ------- | ------------------------- | ------------------------- |
| محلي        | البطولة الاحترافية المغربية | 1       | 2024–25                   | 1982–83                   |
| محلي        | كأس العرش                   | 3       | 2018، 2021–22، 2022–23    | 1986–87، 2013–14، 2023–24 |
| محلي        | دوري الدرجة الثانية         | 1       | 1976–77                   | 1979–80، 2011–12          |
| قاري        | كأس الكونفيدرالية الإفريقية | 3       | 2019–20، 2021–22، 2024–25 | 2018–19، 2023–24          |
| قاري        | كأس السوبر الإفريقي         | 1       | 2022                      | 2021                      |

- رقم قياسي

### الثلاثية
- الثلاثية
  - كأس العرش، كأس الكونفيدرالية الإفريقية، كأس السوبر الإفريقي (1): 2022

### الجوائز
- جائزة "الاتحاد المغربي" أفضل نادي مغربي في العام (مرة):

 2025

## إحصائيات اللاعبين

### اللاعبون الأكثر مشاركة
| الترتيب | اللاعب        | المباريات | السنوات   |
| ------- | ------------- | --------- | --------- |
| 1       | إيسوفو دايو   | 316       | 2016–2025 |
| 2       | محمد عزيز     | 263       | 2012–2022 |
| 3       | العربي الناجي | 256       | 2012–2022 |
| 4       | أمين الكاس    | 224       | 2013–2021 |
| 5       | بكر الهلالي   | 198       | 2017–2023 |
| 6       | عمر النمساوي  | 193       | 2016–2023 |
| 7       | يوسف الزغودي  | 189       | 2019–2025 |
| 8       | حمدي لعشير    | 176       | 2015–2021 |
| 9       | حمزة الركراكي | 168       | 2017–2023 |
| 10      | حمزة الموساوي | 161       | 2021–     |

### اللاعبون الهدافون
آخر تحديث 18. أغسطس 2025
| الترتيب | اللاعب           | الأهداف |
| ------- | ---------------- | ------- |
| 1       | إيسوفو دايو      | 49      |
| 2       | كودجو لابا       | 42      |
| 3       | محمد عزيز        | 38      |
| 4       | حمدي لعشير       | 26      |
| 5       | يوسف الفحلي      | 25      |
| 6       | أسامة المليوي    | 25      |
| 7       | أيوب الكعبي      | 23      |
| 8       | يوسف الزغودي     | 18      |
| 9       | شادراك لوكومبي   | 17      |
| 10      | إبراهيم البحراوي | 17      |

## وصلات خارجية
- الموقع الرسمي